# Roeselia divisoides
Roeselia divisoides är en fjärilsart som beskrevs av William Schaus 1905. Roeselia divisoides ingår i släktet Roeselia och familjen trågspinnare. Inga underarter finns listade.